# Aeroflot-Flug 5484
Am 29. August 1979 verunglückte eine Tupolew Tu-124 der Aeroflot auf dem zweiten Teil des innersowjetischen Linienfluges Aeroflot-Flug 5484 von Odessa über Kiew nach Kasan, wobei alle 63 Insassen starben. Es ist der schwerste Unfall mit einer Tu-124.

## Flugzeug und Besatzung
Das Flugzeug war eine 16 Jahre alte Tupolew Tu-124W mit dem Luftfahrzeugkennzeichen CCCP-45038, die mit zwei Mantelstromtriebwerken des Typs Solowjow D-20P ausgestattet war. Sie wurde ab dem 2. Dezember 1963 eingesetzt und war bereits am 27. Juli 1966 auf dem Aeroflot-Flug 67 in einen tödlichen Zwischenfall verwickelt und danach wieder repariert worden.
Die Besatzung bestand aus einem Flugkapitän, einem Ersten Offizier, einem Flugingenieur, einem Navigator und einer Flugbegleiterin.

## Verlauf
Die Tu-124 startete am 28. August in Kiew um 23:21 Uhr Moskauer Zeit und stieg auf eine Reiseflughöhe von 9.000 m auf Kurs 65° (Nordosten) bei einer Geschwindigkeit von 525 bis 530 km/h IAS (nicht zu verwechseln mit der tatsächlichen Eigengeschwindigkeit). Um 0:23 Uhr nahmen die Piloten Funkkontakt mit der Flugsicherung in Pensa und meldeten den Einflug in den dortigen Luftraum. Es gab keinen weiteren Funkkontakt. Um 7:40 Uhr wurden die Trümmer in einer sumpfigen, bewaldeten Flussaue der Worona gefunden.

## Untersuchung
Das Trümmerfeld erstreckte sich über eine Länge von 10.750 m und eine Breite von 1.650 m, was eine Fläche von etwa 17,75 km² bedeutete. Die Trümmer wiesen Anzeichen eines senkrechten Falls mit geringer Horizontalgeschwindigkeit, was auf ein Auseinanderbrechen der Tu-124 in großer Höhe hindeutete. Es wurde festgestellt, dass zuvor die Landeklappen um 30° ausgefahren waren.
Die Landeklappenhebel beider Piloten waren in einem betriebsfähigen Zustand. Der linke war jedoch nicht in der neutralen Position eingerastet und es konnte auch nicht ermittelt werden, ob er zum Zeitpunkt des Auseinanderbrechens auf Aus- oder Einfahren gestellt war. Die Kontrollrelais in der Abzweigdose und im elektromechanischen Antrieb der Landeklappen waren ebenfalls betriebsfähig. Hingegen konnte aufgrund der Beschädigungen nicht festgestellt werden, ob das Ausfahrschutzsystem für die Landeklappen 1 und 2 funktionierte. Die Verteilerkästen des elektrischen Landeklappenkontrollsystems und Teile der Verkabelung konnten wegen der weiten Verteilung der Trümmer nicht gefunden werden.
Die Ermittler rekonstruierten den Unfall:
Um 0:24:35 Uhr, im Reiseflug auf 9.000 m, fingen die Landeklappen an auszufahren, woraufhin die Piloten dies bemerkten und 8 s später den Pitch-Kanal des Autopiloten deaktivierten. Zunächst hielten sie die Steuerhörner für 2 s in der neutralen Position und zogen danach für weitere 6 s um 2° nach hinten, was aber dem Sinkflug nicht entgegenwirken konnte. Dann ließen die Piloten 17 s nach dem Beginn des Zwischenfalls die Steuerhörner los, wodurch das Flugzeug in einen steilen Sturzflug überging. Zunächst wurde bei einer Geschwindigkeit von 590 km/h IAS die Übergeschwindigkeitswarnung ausgelöst. Danach brachen in einer Höhe von 6.000 m und einer Geschwindigkeit von 660 km/h IAS die rechten inneren und danach die äußeren Landeklappen auf beiden Seiten ab, wodurch die Tu-124 zusätzlich mit 45°/s nach rechts rollte. Schließlich brach um 0:26 Uhr auf einer Höhe von 3.000 m bei einer Geschwindigkeit von 860 km/h IAS, einer Sinkrate von 280 m/s und einer Belastung von 5g ein Teil der linken Tragfläche ab und anschließend zerbrach das ganze Flugzeug in viele Teile.

## Ursache
Es konnte aufgrund von fehlenden bzw. nicht eindeutigen Beweisstücken nicht ermittelt werden, warum die Landeklappen ausfuhren.
Die wahrscheinlichsten Szenarien sind:
- a) Der Landeklappenhebel wurde versehentlich umgelegt. Die Konstruktion konnte ein Ausfahren im Reiseflug nicht verhindern, was unter anderem beim Test an 16 Tu-124 festgestellt wurde
- b) Ein Fehler in der Elektrik, der während der Wartung und im regulären Betrieb nicht gefunden wurde und ein falsches Signal an das Landeklappensystem gesendet hat. Die Überprüfung der elektrischen Systeme von 6 Tu-124 konnte den Verdacht jedoch nicht erhärten.

Szenarien, die erklären könnten, warum die Piloten die Steuerhörner losgelassen haben, sind:
- a) Die Piloten waren durch andere Aufgaben beschäftigt, z. B. die Landeklappen einzufahren
- b) Die Piloten wurden durch das Variometer irregeführt, das einen Steigflug von 15–20 m/s statt einen Sinkflug von 40–45 m/s angezeigt hatte
- c) Der Sturzflug übte (zu) große Kräfte auf die Steuerhörner aus
- d) Die Piloten wurden durch die im Sturzflug wirkenden Kräfte beeinträchtigt
- e) Eine Kombination aus diesen Faktoren.

## Folgen
Ab Ende Januar 1980, wurde die Tu-124 nicht mehr im regulären Passagierverkehr der Aeroflot eingesetzt. Die sowjetische Luftwaffe verwendete das Flugzeugmuster noch bis 1981.

## Ähnliche Fälle
Am 17. Dezember 1961 verunglückte eine Iljuschin Il-18 auf dem Aeroflot-Flug 245 unter ähnlichen Umständen.